# نوزاد لاهودیوک
نوزاد لاهودیوک (انگلیسی: Neonila Lahodiuk؛ زادهٔ) نوازنده پیانو، و آهنگساز اهل اوکراین است.